# Freddy el político
Freddy el político publicado originalmente como Freddy the Politician (1939) es la sexta entrega de la serie de libros infantiles sobre Freddy el cerdito, escrita por el autor estadounidense Walter R. Brooks y con ilustraciones de Kurt Wiese. En esta entrega, los animales de la granja Bean eligen a su primer presidente y ponen en funcionamiento su primer banco, dos instituciones que continuarán apareciendo en los siguientes libros. Su enfoque, honesto e inocente, pronto se ve en peligro por un par de pájaros de Washington.

## Argumento
Para que el granjero Bean se anime por fin a tomarse unas bien merecidas vacaciones, los animales de la granja deciden elegir a un presidente que se ocupe de todo en su ausencia; con el mismo fin se organiza la creación de un banco para gestionar su dinero.
-Ya, pero, ¿cómo se abre un banco -preguntó Eeny.
-¡Bah! ¡Eso está chupado! -dijo el gato-. Solo hay que... bueno, solo hay que abrirlo. Un cartel bien grande encima de la puerta que diga BANCO y ya está.
-¡Ah! -exclamó Eeny-. Conque basta decir que es un banco para que sea un banco, ¿eh?
-Claro.
-¡Ah! -exclamó Eeny otra vez-. Entonces, si digo que eres un fanfarrón, ¿qué eres, Jinx? (p. 16)
Durante una tempestad, un pájaro carpintero exhausto encuentra refugio en la granja. Los animales se dan cuenta de que con su nombre, John Quincy, quedaría muy bien como director del banco, y deciden ofrecerle el cargo. Freddy consigue el de secretario, y la caja fuerte se excava debajo de un cobertizo. El banco es un éxito, y en pocos días la cámara acorazada se llena. Al señor Bean le parece todo muy bien, pero cuando se lo cuenta al señor Weezer, el director del banco de Centerboro, acaban discutiendo, y el señor Bean se lleva todo su dinero al banco de los animales.
El gato Jinx, uno de los fundadores del banco, pierde rápidamente interés en su gestión, y John Quincy sugiere que lo sustituya su padre, Grover, que también vive en Washington. Los dos pájaros convocan una reunión en la sala de juntas, que está en un túnel demasiado estrecho para que Freddy pueda pasar por él. Al no poder acudir a las reuniones, los animales de la granja Bean pierden el control del banco.
Los pájaros se preparan entonces para ganar las elecciones. Como todos los animales de la granja pueden votar, visitan a los pájaros de la zona para pedirles su apoyo. Entonces aparecen también Simon la rata y su familia, viejos enemigos de los animales de la granja Bean. Los animales se dan cuenta de que necesitan a un candidato muy popular para evitar que los pájaros carpinteros o Simon tomen el control de la granja. La elegida es la señora Wiggins, la vaca, en virtud de su sentido común y su experiencia hablando en público. La señora Wiggins se ríe durante la campaña electoral; la oposición dice entonces que la risa no tiene lugar en el gobierno. El viejo Whibley dice que esto no es más que palabrería hueca, y los pájaros carpinteros, ofendidísimos, lo retan a un duelo, pero el búho prefiere disculparse.
-¿Pide usted disculpas? -dijo Grover.
-Sin duda. Eres un estirado y no dices más que palabrería hueca, pero pido disculpas por decirlo.
-¡Eso no es pedir disculpas! -dijo John Quincy.
-¿Cómo que no es pedir disculpas? -contestó el búho-. O las pido o no las pido. Si las pido es que las pido, ¿no? (p. 127)
Cuando Freddy acude a Whibley en busca de consejo, este le comenta, "Sería incapaz de hacer una ridiculez ni por salvar las plumas. Por eso siempre es ridículo" (p.139). Es Whibley quien le sugiere a Freddy que cave un agujero hasta la sala de juntas lo bastante ancho para que el cerdito pueda pasar; una vez allí, Freddy bloquea las otras entradas y convoca una reunión de la junta; mientras los pájaros carpinteros intentan desesperadamente entrar, Freddy convoca una reunión de la junta y se vota a sí mismo presidente. Cuando el resto de los animales descubren que Freddy ha engañado a los pájaros carpinteros usando el mismo truco que habían usado con él, los pájaros empiezan a perder votos. El día de la elección los animales aparecen esta de muy buen humor, pero los pájaros carpinteros habían urdido otro plan: que los votos por la señora Wiggins ("W") se contabilicen como votos para el candidato que ellos apoyan, "Marcus" ("M", una "W" vuelta del revés). Freddy les dice entonces que sus papeletas quizá sean también para algún otros animal de la granja con la misma inicial.
Enfadado, Grover se hace con el control del poderoso hombre mecánico (inventado en un libro anterior). Los pájaros carpinteros derrocan el gobierno animal por la fuerza, tomando prisionero a Freddy. Entonces inician una campaña militar para extender su mandato a las granjas vecinas, quizá incluso a todo el estado. En cuanto se queda solo, Freddy se escapa, disfrazado de señora irlandesa, y visita al director del banco de Centerboro para convencerlo de que el banco animal no supone ninguna amenaza para él. Con su apoyo, le tiende una trampa a Grover, consigue sacarlo del hombre metálico y ponerse en su lugar. Freddy vuelve a la granja, y usando al hombre mecánico le ordena al ejército de pájaros carpinteros que se disperse. John Quincy y Grover, derrotados en todos los frentes, abandonan la granja Bean pacíficamente.

## Ilustraciones
El libro incluye 34 ilustraciones en blanco y negro, a lápiz y tinta, realizadas por Kurt Wiese.
Las guardas y la sobrecubierta, a todo color, muestran escenas del libro.
Cada capítulo empieza con una ilustración a media página, y tiene otra a página completa en su interior, mostrando uno de los eventos principales. A diferencia de libros posteriores, los cuatro capítulos más cortos no incluyen ilustraciones a página completa. La portada de la edición original inglesa incluye una ilustración a página completa sobre otro de los momentos relevantes del libro, lo que lo convierte en el único libro de la serie que tiene dos imágenes a página completa de un mismo capítulo. La sobrecubierta también es peculiar (al menos en la edición de Overlook), porque parte del diseño está duplicado, mientras que en otros libros de Freddy el lomo continúa sin ningún tipo de marca el dibujo de la portada.

## Reseñas
La acogida de la crítica a toda la serie varía desde las ligeramente positivas a las muy positivas, según el volumen. Proceden de fuentes como Times Literary Supplement, Hornbook, y Kirkus. Las reseñas de la época sobre este libro en concreto son de las menos favorables, mostrando el enfado de algunos libreros el estilo, que refleja el habla, el estilo directo y los modismos propios de los neoyorquinos.
Library Journal (15 de septiembre de 1939) "A pesar de que este es el sexto libro de la serie, su estilo mantiene la espontaneidad y la frescura, y la sátira sigue siendo lo bastante sutil, nadie puede objetarle que no sea para niños. Aunque estas historias no hayan sido tan populares como las del Dolittle, con los que tienen un obvio parecido, pero en las librerías donde tengan fieles seguidores encontrarán en este la misma calidad que en los otros, y bastante más que en The Clockwork Twin".
The New York Times (8 de octubre de 1939) "El autor nunca ha conseguido repetir la espontaneidad y la diversión de su primera historia, To and Again. Aunque la trama es estereotipada y el estilo común, Wiggins for President cuenta una historia alegre con la que los lectores jóvenes, aunque quizá solo los menos imaginativos, disfrutarán. Las ilustraciones de Kurt Wiese son divertidas y expresivas".

## Ediciones
La primera edición apareció en tapa dura en 1939 en Knopf. Costaba 2 dólares (unos 25 dólares de 2008). En este aspecto, se trata del libro de Freddy con mayor precio original de publicación. Fue reeditado por Knopf en 1986, y en 2000, por Overlook Press reproduciendo el texto, las ilustraciones y el diseño original. Esta es la versión que se publicó en castellano como Freddy el Político (Editorial Turner, 2015).
Existe una versión en formato audiolibro, de Recorded Books, con la voz de John McDonough, y una duración de seis horas (ISBN 978-0-7887-9784-2).